# Zbysław Owczarski
Zbysław Piotr Owczarski (ur. 26 lipca 1963 w Kożuchowie) – polski polityk, nauczyciel i samorządowiec, poseł na Sejm VI kadencji.

## Życiorys
Absolwent Akademii Wychowania Fizycznego w Krakowie. Odbył też studia podyplomowe z zakresu organizacji i zarządzania oświatą oraz samorządu terytorialnego.
Pracował jako nauczyciel w Falniowie, dyrektor szkoły podstawowej w Nasiechowicach oraz dyrektor Zespołu Ekonomiczno-Administracyjnego Szkół w Charsznicy. Później był zatrudniony na kierowniczych stanowiskach w Urzędzie Miasta i Gminy w Wolbromiu.
Działał w Porozumieniu Centrum i Porozumieniu Polskich Chrześcijańskich Demokratów. W wyborach parlamentarnych w 1997 bezskutecznie ubiegał się o mandat poselski z listy Akcji Wyborczej Solidarność w województwie kieleckim (otrzymał 1371 głosów). Następnie wstąpił do Prawa i Sprawiedliwości. W 2006 zajmował stanowisko wicemarszałka województwa małopolskiego. W tym samym roku z ramienia PiS został radnym sejmiku małopolskiego III kadencji, wszedł też w skład nowo powołanego zarządu województwa (jako jego członek). Został odwołany już po kilku miesiącach (w marcu 2007) w związku z rozłamem w klubie radnych PiS i zmianą koalicji w sejmiku.
W wyborach parlamentarnych w 2007 startował do Sejmu w okręgu krakowskim, uzyskując 1614 głosów. Mandat posła na Sejm VI kadencji objął 24 czerwca 2009 w miejsce Zbigniewa Ziobry, który został wybrany do Parlamentu Europejskiego. 23 listopada 2010 wystąpił z Prawa i Sprawiedliwości i przystąpił do nowo utworzonego klubu parlamentarnego ugrupowania Polska Jest Najważniejsza. W 2011 nie uzyskał reelekcji w wyborach parlamentarnych. Zasiadał w zarządzie PJN w województwie małopolskim. Po decyzji o samorozwiązaniu tej partii (w grudniu 2013) współtworzył Polskę Razem Jarosława Gowina. Został jej pełnomocnikiem na powiat miechowski, a następnie sekretarzem zarządu wojewódzkiego partii. W listopadzie 2017 została ona przekształcona w Porozumienie. Zbysław Owczarski został w grudniu tego samego roku wiceprezesem zarządu tego ugrupowania w okręgu krakowskim.
W 2008 otrzymał Srebrny Krzyż Zasługi.